# マツダ・ロンパー

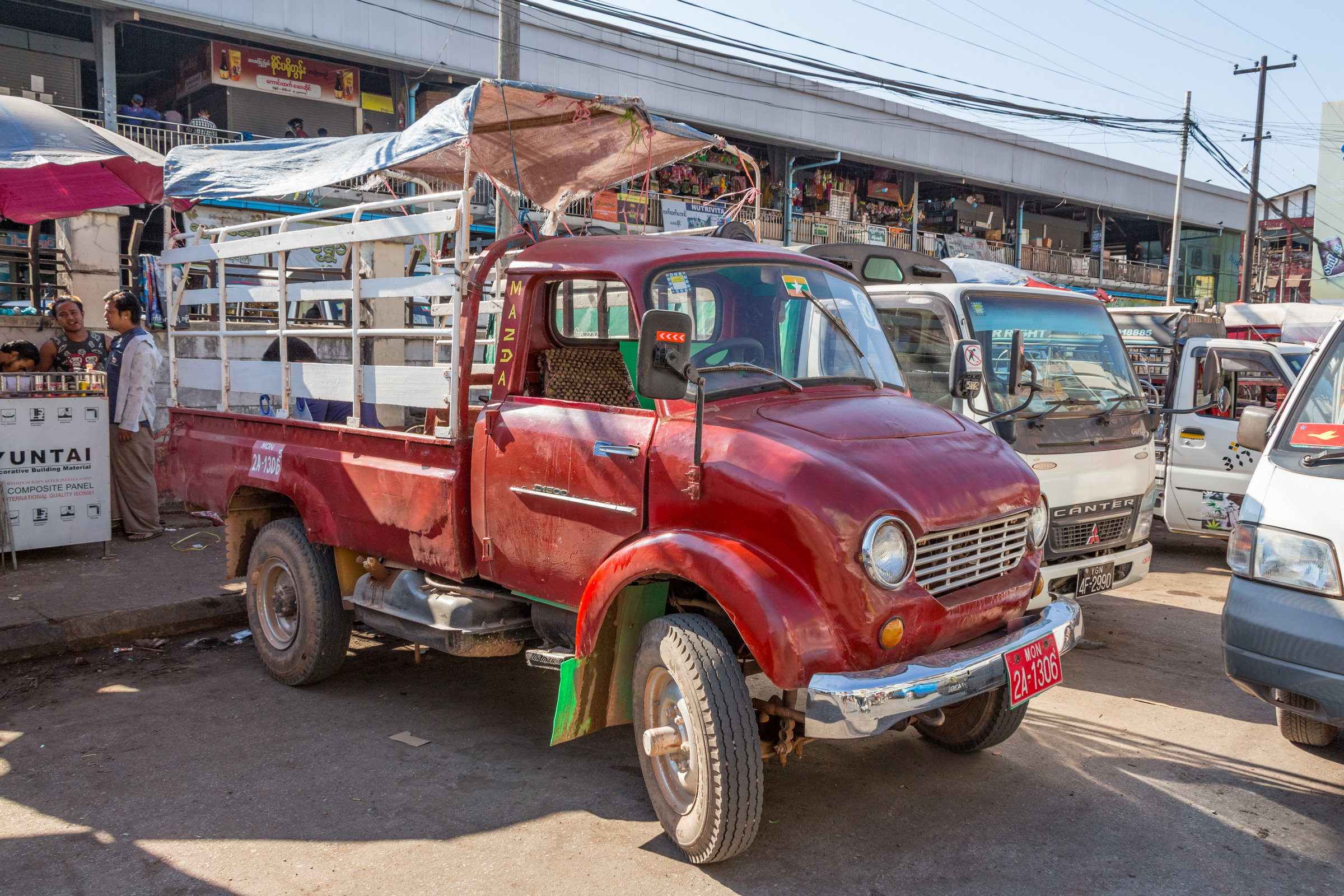
ミャンマーのマツダ・D1500

ロンパー（ROMPER）は東洋工業（現マツダ）が、かつて生産・販売していた小型四輪トラックである。
本項では車名改称後のD1100（ディー せんひゃく）、およびD1500（ディー せんごひゃく）、D2000（ディー にせん）についても記述する。

## 概要
1958年（昭和33年） - 発表・発売。
短いボンネットを持つキャブオーバー型1トン積みで、同社の既存の3輪トラック「Tシリーズ」をベースに4輪トラックとして再設計し、発売当初は1,105 cc、32.5馬力の空冷V型2気筒OHVガソリンエンジン、および1,400cc、42馬力の空冷V型2気筒OHVガソリンエンジンを搭載。小柄なエンジンを座席下に完全に収めることで乗車定員を3名としている。
- 1959年（昭和34年） - 水冷直列4気筒OHVガソリンエンジンに変更。同時に車名をロンパ―からD1100/D1500に改称し、更にD1100にはトラックのほか、3人乗り、および3/6人乗りのライトバンが設定された。
- 1962年（昭和37年） - 1960年（昭和35年）10月に実施された小型自動車規格の上限の改正に伴い、車体サイズ、および排気量をそれぞれ拡大。D1500/D2000となり、D1100が廃止。D1500の発売当時の価格は、標準型/505,000円、平床三方開放型/525,000円、だった。
- 1964年（昭和39年） - D1500トラックに1.5 t積シリーズを追加。
- 1965年（昭和40年） - 事実上の後継車種となるクラフトと入れ替わる形で販売終了。

## 車名の由来
ロンパー（ROMPER）には、英語で腕白・悪戯好き・やんちゃといった意味がある。転じて「軽快に走る車」の意を込め車名とされた。